# Triglochin laxiflora
Triglochin laxiflora är en sältingväxtart som beskrevs av Giovanni Gussone. Triglochin laxiflora ingår i släktet sältingar, och familjen sältingväxter. Inga underarter finns listade.